# Steve Newbury
Steve Newbury (* 21. April 1956 in Neath) ist ein walisischer ehemaliger Snookerspieler, der zwischen 1984 und 1999 insgesamt vierzehn Saisons als Profispieler auf der Profitour spielte.

## Karriere

### Anfänge als Amateur
Der im walisischen Neath geborene Newbury, dessen Heimatclub der Empire Club in Neath war und der bis zu seiner Profizeit bei mehreren unbedeutenden Amateurturnieren im Finale stand, machte erstmals 1976 auf sich aufmerksam, als er im Achtelfinale der walisischen Snooker-Meisterschaft mit 1:4 gegen Alwyn Lloyd verlor. Ein Jahr später verlor er mit 3:4 im Viertelfinale gegen Geoff Thomas, bevor er 1978 das Endspiel erreichte und in diesem mit 4:8 erneut Alwyn Lloyd unterlag. Im Jahr 1979 gewann er im Gegensatz dazu zusammen mit Cliff Wilson die nationale Double-Meisterschaft.
Zwei Jahre später erreichte er erneut das Endspiel und traf erneut auf Lloyd, den er diesmal mit 8:6 besiegte und sich somit zum walisischen Meister kürte. Im selben Jahr nahm er zudem erstmals an der Amateurweltmeisterschaft teil, bei der mit nur zwei Niederlage aus sechs Spielen die Gruppenphase überstand und anschließend im Viertelfinale dem Engländer und späteren Sieger Jimmy White mit 4:5 unterlag. Gut vier Jahre später, zur Saison 1984/85, wurde Newbury Profispieler.

### Erste Profijahre
Newbury begann seine erste Profisaison mit einem 5:4-Sieg über Steve Longworth bei den International Open, bevor er beim gleichen Turnier die Iren Pascal Burke und Perrie Mans, den Engländer Graham Miles und den Kanadier Bill Werbeniuk besiegte, bevor er im Achtelfinale gegen Tony Knowles verlor. Im weiteren Verlaufe der Saison erreichte er beim Grand Prix und bei der UK Championship die Runde der letzten 64 und unterlag sowohl beim Classic als auch bei der Snookerweltmeisterschaft in der Runde der letzten 48 dem Iren Eugene Hughes, sodass er bei diesen beiden Turnieren die Hauptrunde verpasste. Bei den British Open erreichte er im Gegensatz dazu mittels Siegen über Paddy Browne, Eddie Sinclair und Terry Griffiths erneut das Achtelfinale und unterlag in diesem Dennis Taylor. Zum Saisonende wurde er zudem zum Pontins Professional eingeladen, bei dem er mit einem Sieg über Wayne Jones startete und im Anschluss daran sich Doug Mountjoy geschlagen geben musste. Auf der Weltrangliste wurde er somit direkt auf Rang 34 geführt, wodurch er nur knapp die besten 32 Plätze und die damit verbundene Qualifikation für die Hauptrunden der meisten Ranglistenturniere verpasste.
Die nächste Saison begann mit drei Niederlagen in der jeweiligen Runde der letzten 64 der Matchroom Trophy, des Grand Prix und der UK Championship sowie zwei Auftaktniederlagen beim Classic und beim Non-ranking-Turnier Welsh Professional Championship. Allerdings zog er infolgedessen in die Runde der letzten 32 der British Open ein, ehe er die Saison mit einer 7:10-Niederlage gegen Ex-Weltmeister John Spencer in der Runde der letzten 48 der Snookerweltmeisterschaft beendete. Dennoch verlor er auf der Weltrangliste sechs Plätze, wodurch er nun auf Rang 40 geführt wurde.
In der Saison 1986/87 verlor Newbury schließlich bei der UK Championship und bei den British Open sein Auftaktspiel und schied bei den International Open und beim Classic jeweils in der Runde der letzten 64 aus. Allerdings erreichte er zum Saisonende erneut die finale Qualifikationsrunde der Snookerweltmeisterschaft und unterlag dort Mike Hallett, nachdem er bereits beim Grand Prix mit Siegen über Dave Gilbert, Dean Reynolds und Joe O’Boye das Achtelfinale erreicht und dort mit 2:4 gegen Silvino Francisco verloren hatte. Zudem erreichte er mithilfe von Siegen über Cliff Wilson und Terry Griffiths bei der Welsh Professional Championship zum einzigen Mal in seiner Karriere ein professionelles Endspiel, das er allerdings mit 7:9 gegen Doug Mountjoy verlor. Auf der Weltrangliste verlor er trotzdem weitere fünf Plätze, sodass er in der nächsten Saison auf Rang 45 platziert war.

### Jahre in den Top 32
In der Saison 1987/88 schied Newbury erneut zwei Mal – diesmal bei der UK Championship und bei den British Open – in der Runde der letzten 64 aus und verlor zudem bei der Welsh Professional Championship sein Auftaktspiel. Zum Saisonauftakt hatte er allerdings mit Siegen über Mick Fisher und Peter Francisco bei den International Open die Runde der letzten 32 erreicht und dort gegen Cliff Thorburn verloren, bevor er Steve Meakin, Tony Meo, Thorburn und Gary Wilkinson beim Grand Prix besiegte und somit erstmals in ein Viertelfinale eines Ranglistenturnieres einzog, in dem er mit 2:5 gegen Dennis Taylor verlor. Doch schon kurz darauf übertraf er sich selbst, als er beim Classic mit Siegen über Tony Kearney, Eugene Hughes, erneut Cliff Thorburn, Martin Clark und Terry Griffiths das Halbfinale erreichte und in diesem mit 2:9 Steve Davis unterlag Diese Halbfinalteilnahme blieb im Folgenden sein bestes Ergebnis bei einem Ranglistenturnier. Die Saison selbst beendete er mit einer erneuten Teilnahme an der finalen Qualifikationsrunde der Snookerweltmeisterschaft, in der er zum wiederholten Mal ausschied, diesmal mittels einer 8:10-Niederlage gegen Barry West. Auf der Weltrangliste konnte er sich infolgedessen um zwanzig Plätze auf Rang 25 verbessern, durch den er erstmals direkt für die Hauptrunden fast aller Ranglistenturniere qualifiziert war.
In der folgenden Saison verlor Newbury sowohl bei den European Open als auch bei den British Open sein jeweiliges Auftaktspiel und schied sowohl beim Grand Prix als auch beim Canadian Masters in der Runde der letzten 32 aus. Abgesehen von einer Halbfinalteilnahme bei der Welsh Professional Championship zog er zudem sowohl bei den International Open als auch beim Classic ins Achtelfinale ein. Zum Saisonende gelang ihm mit einem 10:7-Sieg über Nigel Gilbert zudem erstmals die Qualifikation für die Hauptrunde der Snookerweltmeisterschaft, in der er direkt mit 5:10 dem späteren Weltmeister Steve Davis unterlag. Auf der Weltrangliste konnte er sich somit um sechs weitere Plätze auf Rang 19 verbessern, welcher seine restliche Karriere lang seine beste Weltranglistenplatzierung blieb.
In der Saison 1989/90 verlor Newbury bei drei Ranglistenturnieren und bei der Welsh Professional Championship sein Auftaktspiel. Im Gegensatz dazu zog er beim zweiten WPBSA-Non-Ranking-Event ins Viertelfinale ein und unterlag dort Tony Chappel und nahm zudem auf Amateurebene an den Dutch Open teil, wo er das Halbfinale erreichte und in diesem gegen Peter Ebdon verlor. Bei den weiteren Ranglistenturnieren erreichte er mittels eines 10:6-Sieges über Nigel Bond die erste Hauptrunde der Snookerweltmeisterschaft, in der er Stephen Hendry beziehungsweise Mike Hallett unterlag. Zudem erreichte er bei den Hong Kong Open, bei den International Open und beim Grand Prix das Achtelfinale und unterlag Gary Wilkinson, Alain Robidoux und Dennis Taylor. Außerdem erreichte er sowohl beim Classic als auch bei den British Open das Viertelfinale und verlor dort gegen Warren King und Robert Marshall. Dennoch verlor er auf der Weltrangliste einen Platz, wodurch er in der folgenden Saison auf Rang 20 geführt wurde.
In der Saison 1990/91 schied Newbury bei einem Großteil der Turniere spätestens in der Runde der letzten 32 aus und konnte diese lediglich bei einigen Einladungs- und Non-ranking-Events überwinden. So erreichte er beim International One Frame Shoot-out das Achtelfinale, verlor bei der Welsh Professional Championship im Viertelfinale sein Auftaktspiel und besiegte beim Pontins Professional Martin Clark, bevor er im Halbfinale gegen Mike Hallett verlor. Infolgedessen verlor er auf der Weltrangliste lediglich drei Plätze.

### Absturz auf Rang 62
In der Saison 1991/92 schied Newbury bei einem Großteil der Turniere bereits in der Runde der letzten 64 aus und verlor somit meist seine Auftaktspiele. Einzige Ausnahmen bei den Ranglistenturnieren waren die UK Championship und die European Open 1992, wo er mit Siegen über Stefan Mazrocis und Rod Lawler beziehungsweise Les Dodd und Gary Wilkinson das Achtelfinale erreichte und dort Tony Drago und Mick Price unterlag, sowie die Snookerweltmeisterschaft, in deren finaler Qualifikationsrunde er mit 2:10 gegen Mark Johnston-Allen verlor. Zum Saisonende nahm er zudem am Pontins Professional teil, wo er jedoch gegen Gary Wilkinson mit 0:5 sein Auftaktspiel verlor. Auf der Weltrangliste verlor er infolgedessen vierzehn Plätze, sodass er in der folgenden Saison auf Rang 37 geführt wurde und somit seinen sicheren Platz in den Hauptrunden der Ranglistenturniere verlor.
Allerdings verlor Newbury auch in der folgenden Saison meist seine Auftaktspiele, wobei dies bei lediglich vier Turnieren nicht der Fall war. So erreichte er beim Grand Prix und beim ersten Event der Strachan Challenge die Runde der letzten 64 sowie bei den British Open die Runde der letzten 32, in der er mit 2:5 gegen James Wattana verlor. Sein bestes Saisonergebnis erreichte er allerdings beim zweiten Event der Strachan Challenge, bei dem er das Achtelfinale erreichte und dort mit 4:5 Mick Price unterlag. Auf der Weltrangliste verlor er trotz dieses Ergebnisses weitere neunzehn Plätze.
Ebenso verlor Newbury auch in der Saison 1993/94 mehrere Auftaktspiele, er erreichte allerdings auch bei der UK Championship, bei den Welsh Open, bei den Thailand Open und bei der Snookerweltmeisterschaft die Runde der letzten 64 sowie bei den European Open die Runde der letzten 48. Bei der Benson and Hedges Championship, einem Non-ranking-Turnier zog er zudem ins Achtelfinale ein, wo er jedoch sich Brian Morgan geschlagen geben musste. Auf der Weltrangliste verlor er dennoch erneut sechs Plätze, wodurch er sich mit Rang 62 nur knapp in den besten 64 halten konnte.

### Letzte Profijahre
In der Saison 1994/95 verlor Newbury erneut sechs Auftaktspiele, konnte im Gegensatz dazu jedoch auch vier Mal die Runde der letzten 64 erreichen, wobei er bei drei Fällen davon in dieser Runde ausschied. Lediglich beim Grand Prix erreichte er mittels Siegen über Mike Dunn und David Roe die Runde der letzten 32, in der gegen Anthony Hamilton verlor. Dennoch konnte er sich auf der Weltrangliste um zwei Plätze auf Rang 60 verbessern und hielt sich somit nochmals eine Saison in den Top 64.
Auch in der folgenden Saison konnte Newbury bei vier Turnieren jeweils das Auftaktspiel gewinnen, wobei er diesmal bei lediglich der Hälfte anschließend ausschied. So erreichte er beim Grand Prix mit Siegen über John Lardner und Terry Griffiths sowie bei den Welsh Open mit Siegen über Shokat Ali und Mick Price die Runde der letzten 32, in der er gegen Jason Prince beziehungsweise Stephen Hendry verlor. Dennoch verlor er auf der Weltrangliste zehn Plätze und schied somit aus den besten 64 Rängen der Weltrangliste aus.
Neben mehreren Auftaktspielen konnte Newbury im Laufe der Saison 1996/97 beim Grand Prix und bei den German Open die Runde der letzten 128 sowie beim Asian Classic die Runde der letzten 96 erreichen. Zudem zog er sowohl bei der UK Championship als auch bei den Welsh Open in die Runde der letzten 64 ein, in der allerdings John Higgins mit 8:9 und James Wattana mit 1:5 unterlag. Dies erreichte zusammengenommen nicht aus, um einen Absturz auf Rang 100 der Weltrangliste zu vermeiden, wodurch er nach dreizehn Jahren den Profistatus verlor.
Im folgenden Jahr nahm Newbury überwiegend erfolglos an den Events der WPBSA Qualifying School und der UK Tour teil, wobei sein bestes Ergebnis eine Achtelfinalteilnahme beim zweiten Event der UK Tour war. Zudem nahm er an der Benson & Hedges Championship, am Merseyside Professional sowie an der Qualifikation für die Snookerweltmeisterschaft teil, wobei er lediglich bei ersterem gegen Michael Holt sein Auftaktspiel gewinnen konnte, bevor er auch bei diesem Turnier ausschied.
Dennoch wurde Newbury zur Saison 1998/99 wieder Profispieler. Allerdings konnte Newbury auch in dieser Saison nur vier Auftaktspiele gewinnen und schied in diesen Fällen jeweils in der folgenden Runde aus, sodass er nicht an seine früheren Erfolge anknüpfen konnte. So kam es, dass er in der Qualifikation für die Snookerweltmeisterschaft 1999 gegen Gareth Chilcott mit 4:10 verlor und letztmals ein Profispiel bestritt. Denn zu Ende der Saison belegte Newbury Rang 156 der Weltrangliste, sodass er erneut – in diesem Falle final – den Profistatus verlor.

### Weiteres Leben
Im Anschluss an den Verlust des Profistatus nahm Newbury noch im Jahr 1999 an einem Event der UK Tour teil, wo er aber gegen Paul McPhillips sein Auftaktspiel verlor. Kurz darauf nahm er als Amateur an der Benson and Hedges Championship teil, wo ihm ein 5:1-Sieg über Craig Roper gelang, bevor er mit 2:5 gegen Nigel Bond verlor. Zudem nahm er später an der Qualifikation für die Snookerweltmeisterschaft teil, bei der er jedoch sein Auftaktspiel verlor. Über zehn Jahre später nahm Newbury erstmals an der Qualifikation für die World Seniors Championship teil, bei der er allerdings gegen Andrew Milliard sein Auftaktspiel verlor.
Zudem ist Newbury ein vom walisischen Verband anerkannter Snookertrainer.

## Erfolge
| Ausgang              | Jahr | Turnier                          | Finalgegner   | Ergebnis |
| -------------------- | ---- | -------------------------------- | ------------- | -------- |
| Amateurturniere      |      |                                  |               |          |
| Zweiter              | 1978 | Walisische Snooker-Meisterschaft | Alwyn Lloyd   | 4:8      |
| Sieger               | 1980 | Walisische Snooker-Meisterschaft | Alwyn Lloyd   | 8:6      |
| Non-ranking-Turniere |      |                                  |               |          |
| Zweiter              | 1987 | Welsh Professional Championship  | Doug Mountjoy | 7:9      |